# Principessa Nicotina
Principessa Nicotina (Princess Nicotine; or, The Smoke Fairy) è un film del 1909 prodotto e diretto da J. Stuart Blackton.
Nel 2003 fu ritenuto "culturalmente, storicamente o esteticamente significativo" dalla Biblioteca del Congresso e selezionato per la conservazione nel National Film Registry. Il 10 maggio 2005 fu incluso nella raccolta DVD Treasures from American Film Archives (uscita solo nell'America del Nord).

## Trama
Un fumatore si addormenta, e due fatine si mettono a giocare con la sua pipa. Quando l'uomo le scopre, le imprigiona in una scatola di sigari. Quindi estrae dalla scatola un fiore, accorgendosi che contiene una fata che fuma una sigaretta. Scioccato, si allontana brevemente, mentre le fatine trasformano il fiore in un sigaro. Quando torna, il fumatore si accende il sigaro e rompe un flacone contenente la fatina più giovane, e i due iniziano a farsi vari dispetti.

## Produzione e distribuzione
Basato su un musical con protagonista Lillian Russell, il cortometraggio è noto per i primitivi effetti speciali che include, oltre che per essere uno dei primi casi di product placement di tabacco (per la Sweet Caporal) nel cinema. Fu prodotto dalla Vitagraph, girato alla Vitagraph's Flatbush di Brooklyn e distribuito nelle sale statunitensi il 10 agosto 1909, mentre in Italia uscì la Vigilia di Natale del 1914. Nelle proiezioni veniva programmato con il sistema dello split reel, accorpato in un'unica bobina con un altro cortometraggio prodotto dalla Vitagraph, For Her Sweetheart's Sake.